# Cuestión de justicia
Cuestión de justicia es una película estadounidense hecha para televisión en formato de miniserie en 1993. Fue dirigida por Michael Switzer, escrita por Dennis Turner y protagonizada por Patty Duke y Martin Sheen. Está basada en hechos reales sobre una madre que busca enjusticiar a su nuera por la muerte de su hijo y a la vez obtener la custodia de su nieta.

## Argumento
En un pequeño pueblo en Alabama vive la familia Brown. Chris, hijo único de Mary (Duke, La maestra milagrosa, 1962 y 1979) y Jack (Sheen, Apocalipsis now) está cansado de la pobreza y lo riesgoso que es vivir en ese pueblo y está decidido a unirse a la marina estadounidense para adquirir cierto grado de clase. Al principio Mary, que es muy sobreprotectora no quiere que su hijo se vaya lejos pero su padre, Jack tiene una mente más abierta y quiere que su hijo se expanda y conozca el mundo pues su vida junto con Mary se vio frustrada también por la sobreprotección de la madre de Mary.
Durante su entrenamiento Chris conoce a la atractiva Dusty, una mujer mundana que es mayor que él. Cuando finalmente Chris regresa a la casa de sus padres, Mary está muy emocionada, sin embargo se sorprende al ver que su hijo llega casado con Dusty. Durante la estancia de ellos en la casa, Dusty queda embarazada. Un día mientras Mary sostiene una discusión con Chris diciéndole que no le agrada Dusty como su esposa, Dusty aparece y les dice que está embarazada, sin embargo le dice a Mary que ella jamás conocerá a su nieto. Chris y Dusty se van.
Al poco tiempo nace la bebé y Chris llama a su madre para contarle la noticia, sin embargo debe consultar con Dusty para saber si es posible que ella conozca a su nieta. Mary se deprime, siente que ha perdido a su hijo. 
Con el paso del tiempo Dusty se aburre de su vida de casada y empieza a salir con otros marinos y a abandonar a Christina (la hija de ella con Chris). Cuando Chris nota lo irreponsable que se ha hecho Dusty la golpea y la insulta y decide irse nuevamente con sus padres a Alabama.
Finalmente Mary conoce a su pequeña nieta, Christine y está muy feliz que Chris haya abandonado a Dusty. Pero luego Chris sostiene una conversación con su padre y su padre le dice que si aún la ama debe regresar con ella pues el mismo siente que desperdició su vida viviendo atado a la madre de Mary. Al final Chris reacciona y toma la decisión de volver con Dusty.
Cuando regresa con Dusty, ella ha adquirido un nuevo oficio, el de prostituta, ante esto Chris opta por divorciarse. Dusty decide entonces pedirle a Rocky (Cole Hauser) un marino con el que ha estado frecuentando, que asesine a Chris y que ella luego le pagaría y lo sacaría de la cárcel. Rocky accede y mediante una carta falsa logran que Chris llegue a la casa de Dusty pero en realidad el que lo está esperando es Rocky y lo asesina.
En la noche sinicamente Dusty llama a Mary contándole que han asesinado a Chris. Para ese momento Mary recupera a su nieta y vive un tiempo con ella. Mientras tanto Dusty ha regresado a Oklahoma, su tierra natal, sin embargo sabe que no goza de los benefecios de ser la viuda de un marinero si no tiene a Christine, por lo que junto a su nuevo amante, Talbot deciden secuestrar a Christine.
Durante la celebraciones del 4 de julio, la familia Brown había salido para ver los juegos artificiales por motivo de las festividades pero cuando regresaban a su casa, son sorprendido por Talbot y Dusty y secuestran a Christine. Ahora Mary tiene dos propósitos en mente; buscar justicia contra la muerte de su hijo y además recuperar a su nieta.
Al poco tiempo encarcelan a Rocky al coincidir las huellas digitales pero Mary aún no está convencida pues ella sabe que fue una conspiración iniciada por Dusty, y no va a descansar hasta verla tras las rejas.
Para recuperar a su nieta Mary decide llevar el caso a la corte de Oklahoma, pero el problema es que para Oklahoma lo más apropiado es que la niña esté con su madre biológica, es decir Dusty con la condición de que ella no abandone Oklahoma en ningún momento. Ante esto Mary manda cartas a todos los demás estados por si Dusty incumple la condición impuesta por el juzgado.
Mary se sume en una profunda depresión y hasta crea un santuario en honor a su hijo y empieza a acusar a Jack pues él fue quien le dijo que regresara con Dusty pero entonces Jack le hace ver a Mary que también ellos no tuvieron la vida que desearon por culpa de la madre de ella. En medio de ese encuentro ambos deciden que lucharán por recuperar a su nieta y encarcelar a Dusty.
Mary empieza a contactar a trabajadores sociales y abogados par investigar a Dusty y buscar cualquier cosa que no esté bien. Sin embargo casi ninguno de los detectives logra ayudarla el caso es muy complicado pues demostrar que Dusty fue quien planeo el asesinato de Chris es muy difícil. Los investigadores empiezan a investigar a Rocky para que confiese que asesinó a Chris por órdenes de Dusty.
Mientras tanto Talbot se harta de vivir con Dusty y Christine así que se fugan del pueblo por la noche para que nadie los descubre. Pero cuando Dusty empieza a insistir en que regresen Talbot enfurece y la arroja fuera del carro con Christine y se va. En medio de la calle y bajo la lluvia Dusty busca ayuda en un asilo para mujeres, pero mientras ella duerme las encargadas del asilo ven el anuncio de Mary e inmediatamente la reportan y además se dan cuenta de que ella ya no está en Oklahoma sino en Illinois y de esa forma Mary logra recuperar la custodia de su nieta.
Un poco más tarde el detective llama a Mary le dice que consiguieron que Rocky confesara y así logra Dusty vaya a la cárcel.

## Elenco
- Patty Duke es Mary Brown.
- Martin Sheen es Jack Brown.
- Jason London es Chris Brown.
- Alexandra Powers es Kathy "Dusty" Brown, también conocida como "Charlene".
- Cole Hauser es Rocky.
- Jeff Kober es Talbot.

## Curiosidades
- Hay dos versiones, una de 180 minutos y otra de 240 minutos.
- En la vida real el padre de Chris Brown falleció en 1996.[1]
- Kathy Charlene Jackson conocida como "Dusty", falleció el 21 de noviembre de 2011.
- La película es considerada como una de las mejores de "Lifetime Movie Network".